# Gill Valentine
Ne doit pas être confondu avec Jill Valentine.
Pour les articles homonymes, voir Valentine.
Gill Valentine, née le 1er octobre 1965, est une géographe britannique, professeure de géographie et vice-chancelière des sciences sociales à l'Université de Sheffield. Auparavant, elle était directrice du département de géographie à l'Université de Leeds.

## Recherches
Gill Valentine est une spécialiste de la géographie sociale, avec ses principaux domaines de recherche couvrant les identités sociales et l'appartenance : l'enfance, la parentalité et la vie de famille mais aussi les cultures et consommation urbaines. Ses recherches se sont en particulier concentrées sur les géographies de l'enfance, sur la consommation d'alcool et la culture des jeunes et sur les géographies des femmes et des personnes LGBT, notamment lesbiennes.
Ses recherches ont été soutenues par l'attribution de 15 subventions de recherche (d'une valeur supérieure à 5 millions de livres sterling) du Conseil européen de la recherche, du Conseil de la recherche économique et sociale, du Conseil de la recherche sur les arts et les humanités, de la Fondation Joseph Rowntree et du Leverhulme Trust, ainsi que par des contrats de recherche de ministères (notamment le ministère de l'Éducation ou celui du Travail et des Pensions) et d'organisations non gouvernementales (par exemple, la Commission du jeu et le Citizens Advice Bureau).
Gill Valentine mobilise des outils méthodologiques innovants (par exemple les audio-journaux, le format de la salle de journal de Big Brother ou l'art) et travaille avec des groupes réputés difficiles à atteindre. Ses terrains de recherche sont principalement localisés au Royaume-Uni, en Ouganda et en Chine.
Cofondatrice de la revue Social & Cultural Geography et corédactrice en chef de la revue Gender, Place & Culture (en), elle a apporté une contribution significative à la géographie féministe et à la géographie des sexualités. Gill Valentine est membre de la British Academy, de l'Académie des sciences sociales et de la Royal Geographical Society. Elle a écrit, coécrit et édité 17 livres et plus de 150 articles dans les revues à comité de lecture. Fait rarement vue pour un ou une géographe, son travail a reçu plus de 40 000 citations en 2021.

### Travaux dans lesChildren's studies
Le livre de Gill Valentine Public space and the culture of childhood publié en 2004 s'inscrit dans le champ de recherche des Children's Studies (« études des enfants »). Elle y « interroge l'imaginaire autour duquel se construit l'encadrement des enfants dans l'espace public : d'un côté, les jeunes enfants risquent en permanence de s'y faire agresser ou enlever et, d'un autre côté, les enfants plus âgés, en raison de leurs pratiques sociales marginales, constituent une menace pour l'ordre moral ». Cet imaginaire conduirait à la production de normes adulto-centrées régissant le rapport des enfants à l'espace public. Ses analyses reposent sur un travail de terrain réalisé dans la région de Manchester auprès de parents. 

### Analyse de la lesbianité et de la lesbophobie dans le milieu académique
Dans un article de 1998, Gill Valentine expose et analyse le lien entre son identité sexuelle et sa recherche ainsi que le harcèlement et les violences lesbophobes dont elle fait l'objet dans son milieu professionnel. Elle y souligne les aspects spatiaux de ce harcèlement et donc la pertinence de l'approche géographique pour étudier les enjeux liés aux genres et aux sexualités. Son texte montre aussi comment le savoir est situé et l'intérêt de l'« égogéographie » ou des personal geographies (« géographies personnelles ») et de la réflexivité en géographie,.
Elle met en avant, à ce titre, l'importance de la publication de témoignages personnels dans la recherche, selon le mantra féministe des années 1970 disant que « le privé (personal) est politique », et indique que cette pratique est moins habituelle en géographie qu'en sociologie, anthropologie et littérature. 
D'après cet article, le choix de Gill Valentine de travailler dans le champ des géographies des sexualités a été motivé par ses propres expériences personnelles, mais elle ne s'est jamais identifiée comme lesbienne dans le monde académique jusqu'à ce texte. Cette étiquette lui a été imposée malgré elle et a enfermé son identité de chercheuse autour de son identité sexuelle bien que ses recherches ne soient pas restreintes à la géographie des lesbiennes. 
Dans ce même article elle énumère les violences subies au sein du milieu académique : lettres anonymes homophobes et de menaces, appels et messages anonymes menaçants, outing. Ces violences s'inscrivent dans un contexte d'invisibilité des géographes lesbiennes qui s'explique par la peur du coming out dans une culture et une discipline homophobes,.

## Administration
Elle est vice-chancelière de l'Université de Sheffield.

## Prix
- Le prix Philip Leverhulme[3]
- Prix Gill Memorial de la Royal Geographical Society[11]
- Prix Murchison de la Royal Geographical Society pour « publications relatives à la géographie de la différence, de l'égalité et de la diversité » (2015)[12]
- Membre de l'Académie des sciences sociales[13]
- Fellow de la British Academy (FBA), 2018[14]

## Publications notables

### Ouvrages
- (en) Nicholas Clifford et Gill Valentine, Key Methods in Geography, SAGE Publications, 30 mai 2010, 545 p. (ISBN 978-1-4129-3509-8)
- (en) Gill Valentine, Social Geographies: Space and Society, Londres, Routledge, 2001, 416 p. (ISBN 9780582357778, lire en ligne )
- (en) Sarah L. Holloway et Gill Valentine, Children's Geographies: Playing, Living, Learning, Routledge, 18 mai 2000 (ISBN 978-0-203-01752-4, DOI 10.4324/9780203017524/children-geographies-sarah-holloway-gill-valentine, lire en ligne )
- (en) Gill Valentine, From Nowhere to Everywhere: Lesbian Geographies, Routledge, 2000, 138 p. (ISBN 9781560231271)
- (en) David Bell et Gill Valentine, Consuming Geographies: We Are Where We Eat, Londres, Routledge, 1997, 256 p. (ISBN 9780415137683, lire en ligne )
- (en) Skelton Tracy et Gill Valentine, Cool Places: Geographies of Youth Cultures, Londres, Routledge, 1997, 400 p. (ISBN 9780415149211, lire en ligne )
- (en) David Bell et Gill Valentine, Mapping Desire: Geographies of Sexualities, Londres, Routledge, 1995, 384 p. (ISBN 978-0-415-11164-5, lire en ligne )

### Articles
- (en) Gill Valentine, « Living with difference: reflections on geographies of encounter », Progress in Human Geography, vol. 32, no 3,‎ 1er juin 2008, p. 323–337 (ISSN 0309-1325, DOI 10.1177/0309133308089372, lire en ligne)
- (en) Gill Valentine, « Theorizing and Researching Intersectionality: A Challenge for Feminist Geography », The Professional Geographer, vol. 59, no 1,‎ 1er février 2007, p. 10–21 (ISSN 0033-0124, DOI 10.1111/j.1467-9272.2007.00587.x, lire en ligne)
- (en) Gill Valentine, Tracey Skelton et Ruth Butler, « Coming Out and Outcomes: Negotiating Lesbian and Gay Identities With, and in, the Family », Environment and Planning D: Society and Space, vol. 21, no 4,‎ 1er août 2003, p. 479–499 (ISSN 0263-7758, DOI 10.1068/d277t, lire en ligne)
- (en) Gill Valentine, « The Geography of Women's Fear », Area (en), vol. 21, no 4,‎ 1989, p. 385–390 (ISSN 0004-0894, lire en ligne)